# Fixem
Fixem (fràncic lorenès Fecksem) és un municipi francès situat al departament del Mosel·la i a la regió del Gran Est. L'any 2007 tenia 371 habitants.

## Demografia

### Població
El 2007 la població de fet de Fixem era de 371 persones. Hi havia 134 famílies, de les quals 32 eren unipersonals (12 homes vivint sols i 20 dones vivint soles), 39 parelles sense fills, 51 parelles amb fills i 12 famílies monoparentals amb fills.
La població ha evolucionat segons el següent gràfic:
Habitants censats

### Habitatges
El 2007 hi havia 156 habitatges, 139 eren l'habitatge principal de la família, 1 era una segona residència i 17 estaven desocupats. 115 eren cases i 41 eren apartaments. Dels 139 habitatges principals, 108 estaven ocupats pels seus propietaris, 23 estaven llogats i ocupats pels llogaters i 7 estaven cedits a títol gratuït; 5 tenien dues cambres, 17 en tenien tres, 22 en tenien quatre i 95 en tenien cinc o més. 123 habitatges disposaven pel capbaix d'una plaça de pàrquing. A 51 habitatges hi havia un automòbil i a 77 n'hi havia dos o més.

### Piràmide de població
La piràmide de població per edats i sexe el 2009 era:
| Homes | Edats   | Dones |
| ----- | ------- | ----- |
| 0     | 95 o +  | 0     |
| 0     | 90 a 94 | 0     |
| 4     | 85 a 89 | 0     |
| 0     | 80 a 84 | 0     |
| 0     | 75 a 79 | 8     |
| 8     | 70 a 74 | 8     |
| 8     | 65 a 69 | 0     |
| 16    | 60 a 64 | 20    |
| 4     | 55 a 59 | 4     |
| 8     | 50 a 54 | 0     |
| 16    | 45 a 49 | 24    |
| 16    | 40 a 44 | 16    |
| 16    | 35 a 39 | 8     |
| 0     | 30 a 34 | 16    |
| 4     | 25 a 29 | 4     |
| 12    | 20 a 24 | 0     |
| 8     | 15 a 19 | 8     |
| 12    | 10 a 14 | 8     |
| 16    | 5 a 9   | 8     |
| 8     | 0 a 4   | 0     |

## Economia
El 2007 la població en edat de treballar era de 252 persones, 194 eren actives i 58 eren inactives. De les 194 persones actives 185 estaven ocupades (98 homes i 87 dones) i 10 estaven aturades (6 homes i 4 dones). De les 58 persones inactives 14 estaven jubilades, 22 estaven estudiant i 22 estaven classificades com a «altres inactius».

### Ingressos
El 2009 a Fixem hi havia 136 unitats fiscals que integraven 359 persones, la mediana anual d'ingressos fiscals per persona era de 21.247 €.

### Activitats econòmiques
Dels 8 establiments que hi havia el 2007, 3 eren d'empreses de construcció, 3 d'empreses de comerç i reparació d'automòbils, 1 d'una empresa de serveis i 1 d'una entitat de l'administració pública.
Dels 4 establiments de servei als particulars que hi havia el 2009, 2 eren tallers de reparació d'automòbils i de material agrícola, 1 paleta i 1 fusteria.
L'any 2000 a Fixem hi havia 3 explotacions agrícoles que ocupaven un total de 288 hectàrees.

## Equipaments sanitaris i escolars
El 2009 hi havia una escola elemental integrada dins d'un grup escolar amb les comunes properes formant una escola dispersa.

## Poblacions més properes
El següent diagrama mostra les poblacions més properes.